# Pes (Neume)
Der Pes  (lateinisch Fuß) oder Podatus (lateinisch Befußter) ist eine Doppeltonneume im gregorianischen Choral, die in verschiedener Ausführung in diastematischen und adiastematischen Neumensystemen vorkommt.
Der Name kommt von der Form der Neume, die in den älteren Systemen einem Fuß ähnelt. Der Pes zeigt eine Folge von zwei zusammengehörigen Tönen an, wovon der zweite höher liegt als der erste. In den adiastematischen Neumensystemen zeigt die Neume noch kein genaues Intervall an. In der Quadratnotation sind beide Töne übereinander notiert, der untere wird jedoch zuerst gesungen, der Abstand der beiden Quadrate gibt dabei das genaue Intervall an.

Verschiedene Darstellungen des Pes
Adiastematische Neume wie sie typisch in Handschriften vorkommt. Das genaue Intervall wird nicht angezeigt.
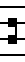
Pes oder Podatus in Quadratnotation, die untere Note wird zuerst gesungen.